# Браунс, Мартиньш
Мартиньш Браунс (латыш. Mārtiņš Brauns; 17 сентября 1951, Рига, Латвийская ССР — 24 ноября 2021, Рига, Латвия) — советский и латвийский композитор и музыкант, автор музыки к театральным постановкам, кинофильмам и хоровым произведениям. Наиболее известен как автор песни «Saule, Pērkons, Daugava», ставшей неофициальным гимном Латвийского праздника песни и танца и получившей признание в Каталонии.

## Биография
Родился в семье врачей. С 1958 по 1970 год обучался в музыкальной школе имени Эмиля Дарзиня по классу фортепиано и хорового дирижирования. Затем продолжил обучение в Латвийской академии музыки имени Язепа Витола, которую окончил в 1976 году.
С 1975 по 1986 год был руководителем и участником рок-группы «Sīpoli». С 1986 года являлся членом Союза кинематографистов Латвии, активно работал в театре и кино.
В 1988 году написал хоровое произведение «Saule, Pērkons, Daugava» на стихи Райниса. С 1990 года эта песня регулярно исполняется на Латвийском празднике песни и танца. В 2014 году адаптированная версия композиции стала официальным гимном движения за независимость Каталонии.
Скончался 24 ноября 2021 года в возрасте 70 лет. Находясь в больнице после перенесённого инфаркта, заразился COVID-19, что осложнило его состояние и привело к смерти.

## Творчество

### Музыка к фильмам
Мартиньш Браунс написал музыку к 32 полнометражным художественным фильмам,  более чем к 60 документальным и короткометражным лентам, а также более чем к 40 анимационным фильмам. Сотрудничал с режиссёрами Юрисом Подниексом и Дэвидом Манро.

### Театральные и хоровые произведения
Активно работал в театре, создавая музыку для различных постановок. Его хоровые произведения, особенно «Saule, Pērkons, Daugava», стали неотъемлемой частью латвийской музыкальной культуры.

## Награды и признание
- В 1985 году стал лауреатом премии Ленинского комсомола за высокое профессиональное мастерство в создании музыки к драматическим спектаклям.
- Семикратный лауреат премии «Большой Кристап» за лучшую музыку к латвийским фильмам, в том числе за фильмы «Фотография с женщиной и диким кабаном», «Жизнь» и «Разрушенное гнездо».
- В 2001 году удостоен награды Министерства культуры Латвии за симфоническое произведение «Мечта о Риге» (латыш. Sapnis par Rīgu), написанное к 800-летию города Риги.
- За музыку к песне «Посвящение» (латыш. Veltījums) удостоен премии AKKA/LAA «Copyright Infinity Award 2017», поскольку песня звучала на телевидении, государственных и коммерческих радиоканалах, а также в публичном исполнении — на концертах в Латвии и Германии.
- В 2018 году удостоен ордена Трёх звёзд IV степени «За заслуги в области культуры и выдающийся, разносторонний творческий вклад в латвийскую музыку».
- В 2019 году удостоен премии «Золотой микрофон» за вклад в латвийскую музыку.